# Pseudohyaleucerea trabea
Pseudohyaleucerea trabea là một loài bướm đêm thuộc phân họ Arctiinae, họ Erebidae.